# Microdesmis
Microdesmis là một chi thực vật có hoa trong họ Pandaceae.

## Loài
Chi Microdesmis gồm các loài: